# Takarítási világnap
A takarítási (szemétszedési) világnapot – Ian Kiernan ausztráliai országos nagytakarítás napja alapján – az Egyesült Nemzetek Szervezetének környezetvédelmi hatósága 1992-ben hirdette meg globálisan először. Jelmondata: „Gondolkodj világméretekben, és cselekedj otthon!” volt. 2018 óta egy észt világszervezet koordinálja az egynapos esemény résztvevőit.
Időpontja: minden év szeptember harmadik szombatja.

Ian Kiernan ausztrál vitorlázó az 1986-os világkörüli szóló vitorlásversenyen látva a világtengerek szennyezettségét, elhatározta, hogy megpróbál tenni ez ellen. Hazatérve Kim McKay környezetvédővel közösen Sydney kikötőjének megtisztítására szervezett akciót, ami meglepően jól sikerült: 1989 január 8-án körülbelül 40 000 önkéntes 5000 tonnánál is több szemetet távolított el a kikötőből és a környező tengerpartról. Ezen felbuzdulva, hamar mozgalommá vált a minden évben egy egész napig tartó „Tisztítsuk meg Ausztráliát napja”, mely nemsokára átterjedt az Amerikai Egyesült Államokba is. Az 1993-ban Kiernan vezetésével megalakult alapítvány nemzetközi programja lett a „Clean Up The World”. A sikerekre felfigyelt időközben az ENSZ környezetvédelmi szervezete (UNEP) is és az 1992-ben Rio de Janeiróban rendezett Környezet és fejlődés konferenciáján (Föld-csúcs) közös akciót határoztak el: világszerte szeptember középső hétvégéjének szombatján nagytakarítást rendeznek. Az akció további szervezésére a Cserkész Világszövetséget kérték fel, akik megkeresése kapcsán 1993-ban Magyarországon először – még a 4. Cserkész Világdzsembori előtt – a Magyar Cserkészszövetség is felhívást intézett tagjaihoz. 1995-től pedig már a Magyar Tájékozódási Futó Szövetség és a Magyar Turista Egyesület is hirdette és szervezett eseményt nagy őszi „szemétszüret” címen.
Az Egyesült Nemzetek Szervezetének környezetvédelmi hatósága 1992. szeptember 20-án hirdetett meg először takarítási világnapot, melyen nem csak szemetet szednek és szelektálnak, vagy vízpartokat takarítanak, hanem többek között fát ültetnek; gardróbot, garázst selejteznek és a feleslegből vásárt szerveznek; nyílászárókat szigetelnek, javítják házaik víz- és energiahatékonyságát; kisebbre cserélik a kukát, komposztálókört szerveznek. 1998-ban – amikor is a mozgalmat irányító Ian Kiernan elnyerte az UNEP környezetvédelmi Sasakawa-díját – már 120 országból 40 millió önkéntes vett részt a programban. Az alapító 2018 októberében, a rák elleni rövid harc után, 78 évesen elhunyt.
2008-ban Észtországban is elindult egy program ugyanezekkel a célkitűzésekkel a „Let's Do It!” csoport szervezésében. 2018 óta a takarítási világnap eseményeit ez a szervezet irányítja Let's Do It! World néven. Már az első évben, 2018. szeptember 15-én 17,6 millió embert mozgósítottak 157 országban.